# Parti démocratique unifié
Le Parti démocratique unifié (en anglais : United Democratic Party, abrégé en UDP) est un parti politique social-démocrate gambien, membre consultatif de l'Internationale socialiste et fondé en 1996 par l'avocat défenseur des droits de l'homme Ousainou Darboe.
Le slogan du parti est « Justice, Paix et Progrès » (Justice, Peace and Progress), et le drapeau consiste d'un fond jaune avec une poignée de main, symbole d'unité, dessus. Le parti permet deux sortes d'adhésion : individuelle et affiliée (cette dernière incluant les associations d'agriculteurs, les syndicats, les associations culturelles et de jeunesse, etc).
Les membres exécutifs de l'UDP sont Yaya Jallow, Ebraima Manneh, Amadou Taal, l'avocat Mariam Denton et Momodou N'Shyngle Nyassi, parmi d'autres.

## Histoire
Il remporta 32,60 % des suffrages à la présidentielle du 18 octobre 2001, terminant en deuxième place. Le parti boycotta les élections législatives du 17 janvier 2002.
L'UDP rejoint l'Alliance nationale pour la démocratie et le développement en 2005, mais cette alliance ne dura que peu de temps dû aux différences d'opinion des différents chefs de l'opposition. L'UDP est le parti d'opposition le plus populaire de la Gambie, remportant presque 35 % des votes en 2001 et 27 % en 2006. Toutefois, Darboe a déclaré faux le résultat de l’élection présidentielle de 2006, alléguant un scrutin injuste et non libre.
Adama Barrow, militant de l'UDP, est choisi comme candidat unique de sept partis d'opposition pour l'élection présidentielle du 1er décembre 2016. Il remporte cette dernière à l'unique tour de scrutin en recueillant 43,3 % des suffrages, contre le président sortant au pouvoir depuis 22 ans Yahya Jammeh
À la suite des législatives du 6 avril 2017, le parti obtient 31 sièges sur les 53 à pourvoir.